# Slag bij Liegnitz (1760)
De Slag bij Liegnitz was een veldslag tijdens de Zevenjarige Oorlog. Deze veldslag vond plaats op 15 augustus 1760 tussen een Pruisisch leger onder koning Frederik de Grote van Pruisen en een Oostenrijks leger onder veldmaarschalk Gideon Ernst von Laudon. De slag eindigde na enkele uren met een Pruisische overwinning.
Frederik ontkwam hiermee aan een Oostenrijkse omsingeling, kon zich verenigen met de troepen onder Frederik Hendrik van Pruisen en heroverde delen van Silezië.

## Context
De campagnes van 1760 begonnen pas in juni. Een deel van de Pruisisch troepen onder prins Frederik Hendrik van Pruisen bevond zich oostelijk van de Oder, om de Russen bezig te houden. Koning Frederik de Grote liet een deel van zijn troepen in Silezië achter om deze provincie tegen de Oostenrijkers te beschermen.
Het Pruisische hoofdleger bevond zich in Saksen, dat door het zogenaamde Reichsarmee en een Oostenrijks korps bedreigd werd. Terwijl hij daar opereerde en tevergeefs probeerde Dresden in te nemen, trok een sterk Oostenrijks leger onder Gideon Ernst von Laudon Silezië binnen. Ze versloegen de Pruisische troepen in de Slag bij Landshut en veroverden de vesting Glatz. Frederik brak hierop de operaties in Saksen af, en haastte zich naar Silezië. Hierbij werd hij gevolgd door het Oostenrijkse hoofdleger onder Leopold Joseph von Daun en het korps onder Lacy. Het resultaat was dat het Pruisische leger met 24.000 man in de buurt van Liegnitz aan de Katzbach zich zag geblokkeerd worden door de meer dan 90.000 man tellende krachten van Dauns, Lacys en Laudon.

## De veldslag
Veldmaarschalk Daun vatte het plan op om in de nacht van 14 op 15 augustus 1760 de Katzbach over te steken en de Pruisische troepen in te sluiten. Zijn hoofdleger zou daarvoor langs de Pruisen in het zuiden trekken, terwijl Lacys korps de opdracht had de Pruisische terugweg naar het westen af te sluiten. Laudon zou de troepen via het noordoosten leiden. Het doel was het gehele Pruisische leger in te sluiten, te vernietigen en daarmee de oorlog te beëindigen.
Frederik had zelf reeds besloten naar het noorden af te marcheren, om zo uit de Oostenrijkse omsingeling te ontkomen. Het Pruisische leger brak 's avonds op en trok in meerdere colonnes langs de Katzbach naar het noordoosten.
Al kort na middernacht stuitte Pruisische cavalerie op troepen van Laudon, die net op mars gingen voor hun omsingelingspoging. De Oostenrijkers sloegen de Pruisische cavalerie terug, waarop deze zich later verzamelde. De Pruisische infanterie en artillerie trok intussen in slagorde op. Tegen zonsopgang (rond 4 uur) begon de eigenlijke strijd tussen 14.500 Pruisen (de rest gaf rugdekking tegen von Daun) en ongeveer 32.000 Oostenrijkers. De Pruisische infanterie viel de Oostenrijkse stellingen aan en brak door hun linies heen. Na ongeveer twee uur was het gevecht voorbij. Laudon beval de aftocht.
De troepen onder Lacy hadden in het donker de weg niet gevonden en waren maar langzaam vooruitgekomen. De troepen onder Daun volgden de Pruisen maar aarzelend. De Pruisische aftocht werd pas laat bemerkt, omdat ze hun kampvuren hadden laten branden. Pas rond 7 uur hoorde Daun van Laudons nederlaag.

## Gevolgen
De verliezen worden door de verschillende bronnen uit die tijd zeer verschillend weergegeven.
Frederik de Grote slaagde er door deze slag in aan de Oostenrijkse omsingeling te ontkomen. Enkele dagen later kon hij zich met de troepen onder zijn broer herenigen. Voor de Pruisen was het de eerste overwinning na meerdere nederlagen, en was een duidelijke opsteker voor het Pruisische kamp.
Frederik opereerde nog enige tijd in Silezië, maar in september dwong een Russisch-Oostenrijkse mars richting Berlijn hem zich uit Silezië terug te trekken.